# Pura Luhur Batukaru

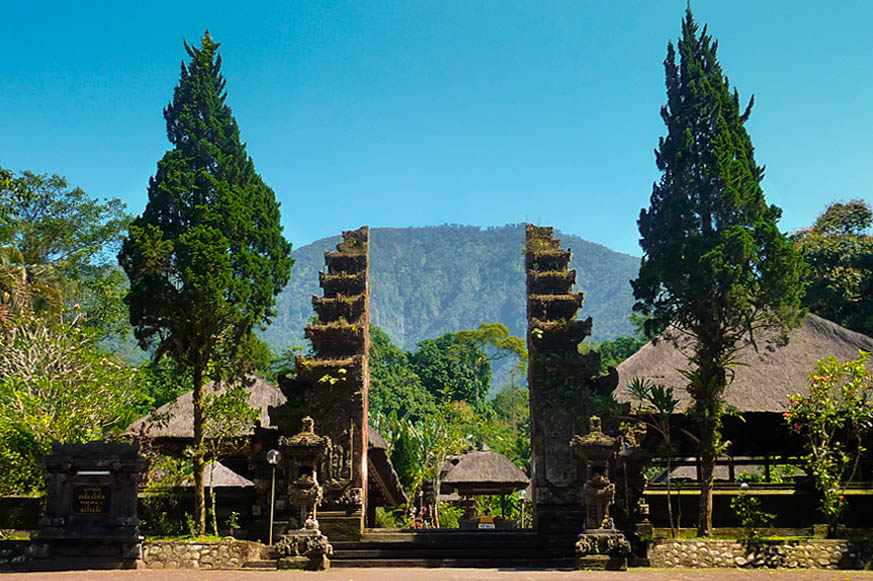
Entrada al pura Luhur Batukaru construida en el típico estilo candi bentar.

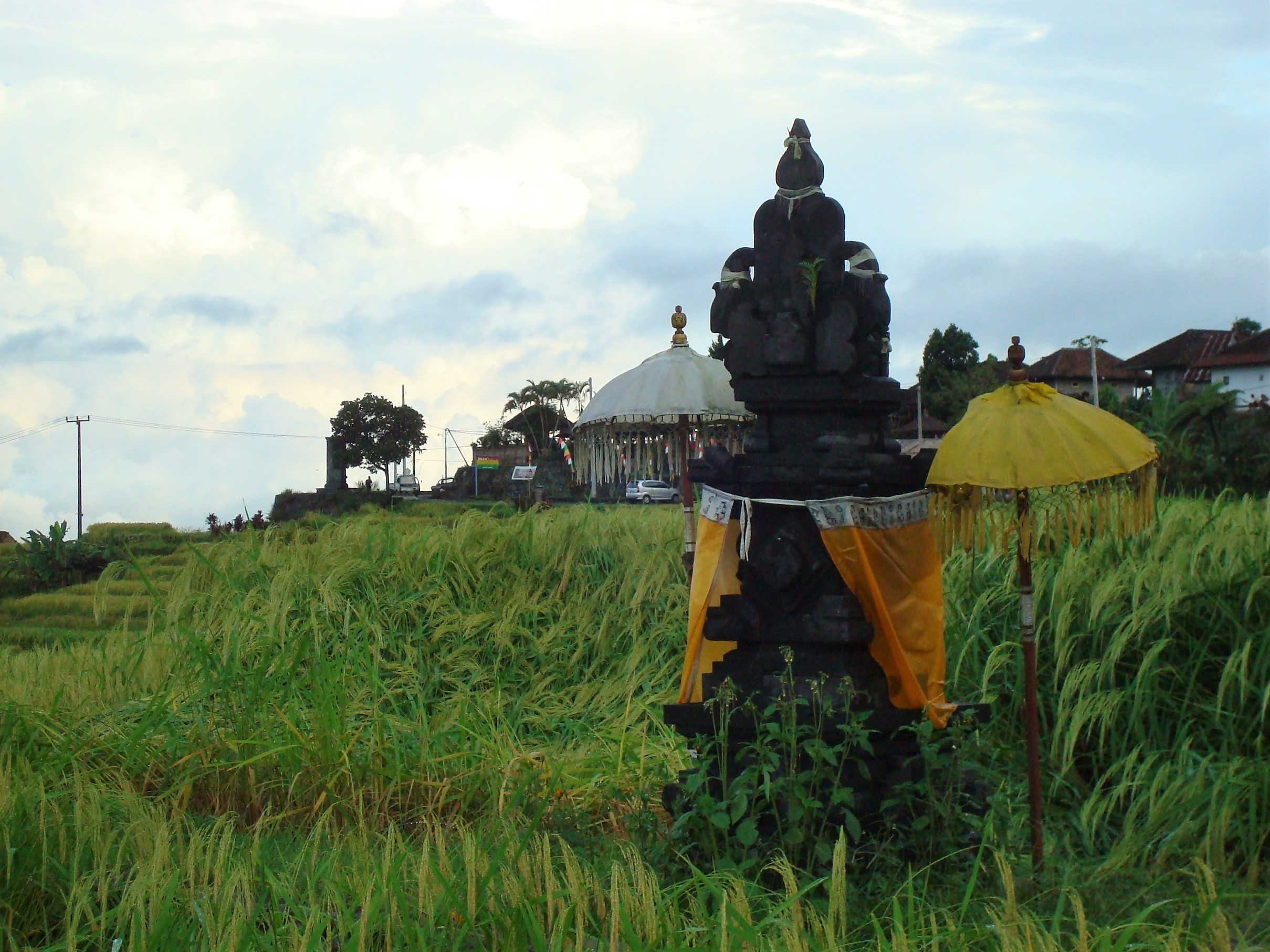
Altar balinés en terrazas de arroz de monte Batukaru, en los alrededores del pura Luhur Batukaru.

El pura Luhur Batukaru, templo Luhur Batukaru o templo de cáscara de coco de piedra noble (a veces, pura Luhur Batukau) es un templo hinduista balinés en la aldea de Wongaya Gede, kabupaten de Tabanan, Bali, Indonesia.
Está situado en la ladera sur del monte Batukaru (Gunung Batukaru), el segundo volcán más alto de Bali. Encuadrado entre bosques tropicales, el templo es uno de los nueve kayangan jagat o sad kahyangan (templos direccionales) que se mencionan en el lontar Kusuma Dewa, destinados a proteger a Bali de los malos espíritus. Es el guardián del oeste, sus monumentos están cubiertos de musgo y una red de caminos se abre en abanico hacia los santuarios ubicados en el bosque.

## Historia
Originalmente construido durante el siglo XI, es contemporáneo del templo de Besakih, el templo Lempuyang Luhur, el templo Guwa Lawah, el templo de Uluwatu y el templo Pusering Jagat. Como iniciador del establecimiento de los sad kahyangan está el sacerdote hinduista Mpu Kuturan.
Es posible que el templo haya sido utilizado anteriormente como lugar de culto y lugar de meditación por maestros espirituales en el área de Tabanan y Bali. Esto se basa en el descubrimiento de fuentes de agua y con varios tipos de fuentes de estatuas.
El pura Luhur Batukaru más tarde fue consagrado por los rajás del reino de Tabanan, que lo convirtieron en el templo de la familia real y dedicaron santuarios a sus dioses ancestrales. Muchos de los merus con techo de paja dentro del santuario interior todavía representan una rama particular o un antepasado de la familia real. Fue destruido en 1604, y reconstruido en 1959. El santuario más importante del templo es un meru de 7 niveles dedicado a Mahadewa, el dios del monte Batukaru, un dios que cultiva plantas mediante el uso adecuado del agua.

## Complejo
Al este del complejo del templo principal, un manantial que consta de dos partes, una, ubicada dentro del templo (jeroan) que se usa específicamente para invocar agua sagrada (tirtha) con fines ceremoniales y la otra parte, que se usa con fines rituales, con el propósito de bañarse y lavarse la cara como forma de autolimpieza en preparación antes de la oración. En el estanque cuadrado se representa y honra a la diosa del cercano lago Tamblingan, que se encuentra inmediatamente al norte del monte Batukaru.
Dos templos más pequeños, el pura Dalem y el pura Panyaum, se encuentran a un nivel inferior. 

## Arquitectura
En este templo el experto en arqueología, Roelof Goris, realizó una investigación en 1928. Goris encontró muchas estatuas que eran similares a las estatuas encontradas en el templo de Goa Gajah, estatuas que lanzan el agua desde su ombligo. La diferencia es que las estatuas de Goa Gajah están de pie, mientras que las del templo Batukaru están sentadas con las piernas cruzadas. Para Goris, la estatua encontrada en Batukaru es la misma que la estatua encontrada en el pura Goa Gajah. El principal edificio sagrado (pelinggih) aquí tiene más forma de templo, no tanto de meru tradicional, como en la mayoría de los templos de Bali. Esto está influenciado por la arquitectura de Java Oriental y la India.

## Devoción

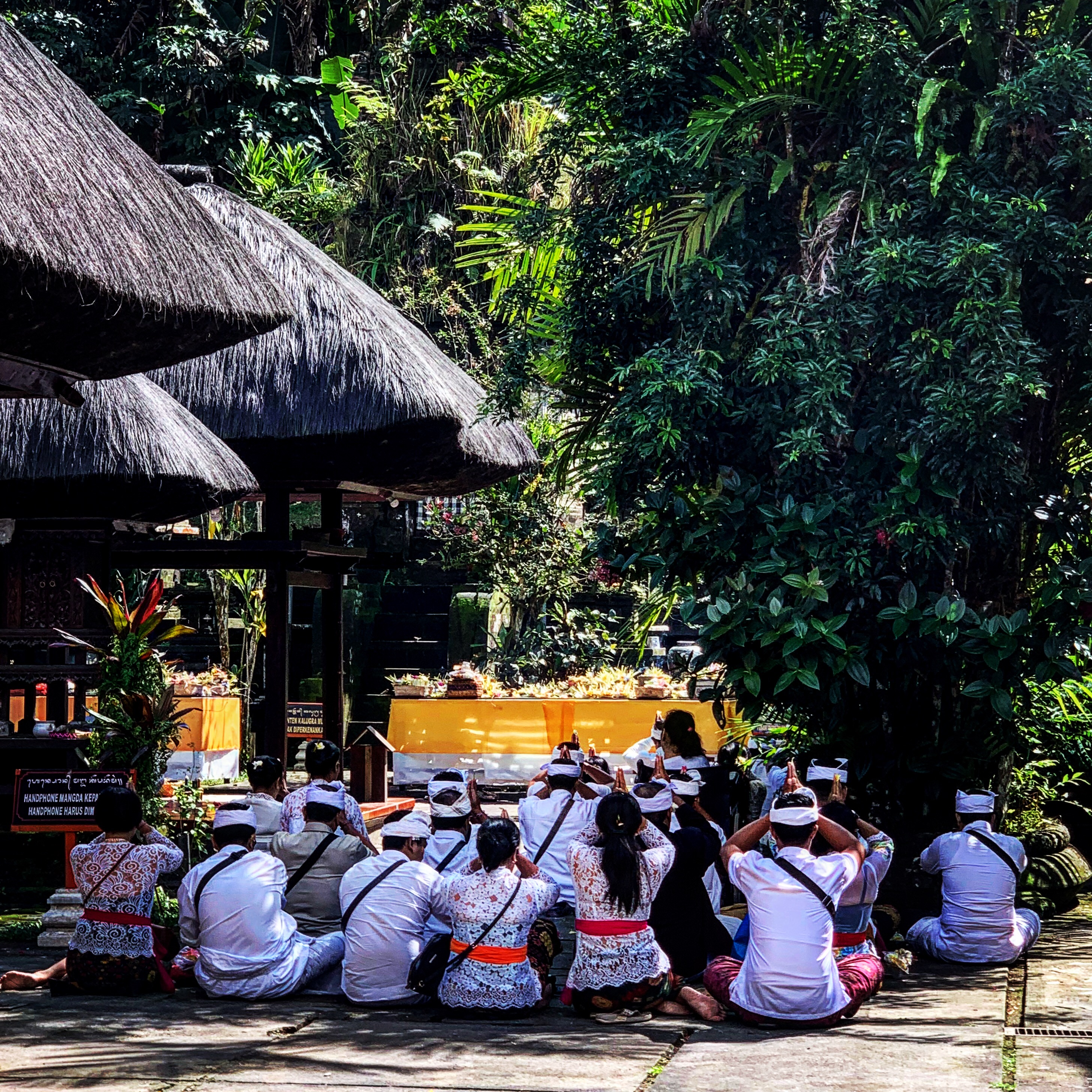
Fieles balineses reunidos en oración y meditación en el pura Luhur Batukaru.

Hoy día, el pura Luhur Batukaru sigue desempeñando un importante papel en la vida de los hinduistas balineses. Al ser uno de los lugares más sagrados del hinduismo en Bali, muchos de los terrenos del complejo permanecen fuera del alcance de los visitantes para diversas ceremonias y eventos durante todo el año. El templo es también la primera parada que hay que hacer antes de ascender a la cima del monte Batukaru. Se lleva a cabo una peregrinación a la cima una vez al año, y puede ver a miles de fieles caminar por sus senderos a la vez. Los miembros de los grupos de riego subak locales extraen agua sagrada del estanque para las ceremonias agrícolas, y en las fiestas anuales de Galungan, camiones llenos de devotos viajan largas distancias para presentar sus respetos y hacer ofrendas.

## Ceremonia piodalan
La ceremonia pujawali o piodalan en este templo se celebra una vez cada 210 días, es decir, el jueves, 'Wuku Dungulan' (calendario pawukon balinés), un día después de la 'fiesta de Galungan'.